# Ken Brown
Ken Brown (9 januari 1957) is een Schotse golfprofessional.

## Tourspeler
Ken Brown speelde van 1976-1992 op de Europese Tour en heeft vier overwinningen op zijn naam staan.
Hij was een opvallende speler, maar niet in positieve zin. In een periode dat golf meer populair werd en op televisie werd vertoond, probeerde de PGA ervoor te zorgen dat de spelers en later ook de caddies (geen spijkerbroeken meer) er netjes uitzagen. Ken Brown bleef in slorige broeken en oude truien rondlopen, en werd ervoor berispt. Verder was hij de langzaamste speler op de Tour, en kreeg daar boetes voor. Hij weigerde echter sneller te spelen omdat hij beweerde dan niet goed te kunnen spelen. Verder sprak hij nooit met teamgenoten, noch tijdens Pro-Am's noch tijdens de 1979 Ryder Cup. Toen hij ook nog kritiek had op de uniforme blazers die de teamgenoten moesten dragen kreeg hij een boete van £.1000,=.

#### Gewonnen
Zijn eerste overwinning was het Iers Open in 1978. Daarna volgde het KLM Open in Nederland in 1983, het Glasgow Open in 1984 en de Four Start National Pro-Celebrity in 1985. Op de USPGA won hij het Southern Open in 1987.

Ook eindigde hij tienmaal op de tweede plaats, w.o. 4x tijdens het PGA Championship (1978, 1980, 1981, 1983) en tweemaal bij het Italiaans Open (1980, 1983).
- 1978: Iers Open
- 1983: KLM Open
- 1984: Glasgow Open
- 1985: Four Start National Pro-Celebrity
- 1987: Southern Open (USPGA)[1]

#### Teams
- Ryder Cup: 1977, 1979

## TV commentator
Daarna is hij bekend geworden als commentator voor de televisie, van 1993-2000 voor Sky TV en sindsdien voor de BBC. 

In 1997 kwam hij in het bestuur van de Europese Tour.